# 49-й корпус ППО (СРСР)
49-й Волгоградський Червонопрапорний корпус протиповітряної оборони (49 кППО, в/ч 77970) — оперативно-тактичне з'єднання в складі 8-ї окремої армії протиповітряної оборони Збройних сил СРСР.
З 1992 увійшов до складу Збройних сил України як 49-й корпус ППО.

## Історія
49-й корпус створений 15 березня 1986 року у місті Дніпропетровськ, Української РСР, коли штаб 11-ї дивізії ППО з'єднався зі штабом 9-ї дивізії ППО (штаб — Донецьк).
1 червня 1988 року переформований у 11-ту дивізію протиповітряної оборони. 15 червня 1989 року вдруге перейменовано у 49-й корпус ППО і об'єднано з 19-ю дивізією ППО (штаб — Васильків, Київська область). 
Влітку 1992 року 49-й корпус увійшов до Збройних сил України у складі Військ Протиповітряної оборони ЗС України.

## Склад
1992 рік
- 146-й гвардійський винищувальний авіаційний полк ППО (в/ч 23234, м. Васильків)
- 636-й винищувальний авіаційний полк ППО (в/ч 55758, м. Краматорськ)
- 933-й винищувальний авіаційний полк ППО (в/ч 65244, м. Дніпропетровськ)
- 96-та зенітна ракетна бригада (в/ч 27309, м. Васильків)
- 148-ма зенітна ракетна бригада (в/ч 44397  м. Харків)
- 212-й зенітна ракетна бригада (в/ч 96443, м. Маріуполь)
- 138-й зенітний ракетний полк (в/ч 96402, м. Дніпропетровськ)
- 276-й зенітний ракетний полк (в/ч 44703, м. Світловодськ)
- 317-й зенітний ракетний полк (в/ч 96444, м. Луганськ)
- 392-й гв. зенітний ракетний полк (в/ч 83216, м. Умань)
- 508-й зенітний ракетний полк (в/ч 83561, м. Донецьк)
- 613-й зенітний ракетний полк (в/ч 07088, м. Кривий Ріг)
- 138-ма радіотехнічна бригада (в/ч 18708, м. Васильків)
- 164-та радіотехнічна бригада (в/ч 44343, м. Харків)
- 223-та окрема транспортна авіаескадрилья (Жуляни)

## Командування
- (1986—1987) генерал-лейтенант Лопатін Михайло Олексійович
- (1988—1991) генерал-майор Суслов Борис Миколайович